# Cursed (film, 2005)
Pour les articles homonymes, voir Cursed.
Pour plus de détails, voir Fiche technique et Distribution.
Cursed ou Maléfice au Québec est un film américano-allemand réalisé par Wes Craven et sorti en 2005.
Le film connait d'importants problèmes durant sa production. La plupart des acteurs changent en cours de route et le script est remanié à de multiples reprises. Un nouveau tournage a lieu et cela fait exploser le budget. Cursed est un échec commercial et critique.

## Synopsis
Un loup-garou errant dans Los Angeles transforme la vie de trois adolescents qui, après avoir été contaminés par la bête, devront parvenir à tuer celle-ci dans l'espoir de changer leur destin.
Jimmy et sa sœur Ellie vivent seuls depuis la mort de leurs parents. Elle travaille pour une chaîne de télévision pendant que lui est encore au lycée, dans lequel il est le souffre-douleur de plusieurs garçons de sa classe. Un soir, en rentrant chez eux, ils percutent un animal et ont un accident de voiture avec leur chien, Zipper. Ensuite, un loup-garou les attaque et les griffe. C'est ainsi qu'ils sont contaminés, et vont peu à peu devoir empêcher la malédiction du loup-garou de se réaliser. Ellie, Jimmy et Bo vont devoir découvrir qui est le loup-garou avant qu'il ne soit trop tard.

## Fiche technique
Sauf indication contraire, les informations mentionnées dans cette section peuvent être confirmées par la base de données cinématographiques IMDb,  présente dans la section « Liens externes ».
- Titre original et français : Cursed
- Réalisation : Wes Craven
- Scénario : Kevin Williamson
- Musique : Marco Beltrami et Tom Hiel (it)
- Photographie : Robert McLachlan (en) et Don McCuaig
- Montage : Patrick Lussier et Lisa Romaniw
- Production : Marianne Maddalena (en) et Kevin Williamson
- Société de production : Dimension Films, Outerbanks Entertainment, Craven-Maddalena Films et Kalis Productions GmbH & Co. Zweite KG
- Distribution : Miramax / Dimension Films (États-Unis), TFM Distribution (France)
- Budget : entre 38 000 000 $[1] et 75 000 000 $[2] (en raison des reshoots le budget a considérablement augmenté en cours de production)
- Langue originale : anglais
- Pays d'origine :  États-Unis,  Allemagne
- Format : Couleurs - 2,35:1 - DTS / Dolby Digital / SDDS - 35 mm
- Genre : comédie horrifique et fantastique
- Durée : 97 minutes, 99 minutes (version unrated non censurée)
- Dates de sortie :
  - États-Unis, Canada : 25 février 2005
  - France : 29 juin 2005
  - Belgique : 27 juillet 2005
- Classification :
  - États-Unis : PG-13
  - France : interdit aux moins de 12 ans à sa sortie en salles

## Distribution
- Christina Ricci (VF : Laëtitia Godès ; VQ : Aline Pinsonneault) : Ellie Hudson
- Joshua Jackson (VF : Jean-Michel Fête ; VQ : Patrice Dubois) : Jake
- Jesse Eisenberg (VF : Jean-Christophe Dollé ; VQ : Hugolin Chevrette-Landesque) : Jimmy Hudson
- Judy Greer (VF : Ludmila Ruoso ; VQ : Julie Burroughs) : Joanie
- Mýa (VQ : Pascale Montreuil) : Jenny
- Milo Ventimiglia (VF : Rémi Bichet ; VQ : Renaud Paradis) : Bo
- Kristina Anapau : Brooke
- Portia de Rossi : Zela
- Shannon Elizabeth (VQ : Marie-Josée Normand) : Becky
- Michael Rosenbaum (VQ : Antoine Durand) : Kyle (non crédité)
- Michelle Krusiec : une employée
- Shashawnee Hall : le coach
- Scott Baio : lui-même
- Gregory Nicotero : l'homme poussant le cercueil de Dracula
- Derek Mears : le loup-garou
- Nick Offerman : l'officier de police
- Bowling for Soup : eux-mêmes
- Lance Bass : lui-même

Source et légende : VF ; VQ[réf. nécessaire]

## Production
Le script est écrit par Kevin Williamson dès l'été 2000. Bob Weinstein annonce le projet en 2002 et promet une réinvention du film de loup-garou. Wes Craven est ensuite annoncé à la réalisation et retrouve son scénariste de Scream et Scream 2.
La distribution comprend initialement Illeana Douglas, Heather Langenkamp, Scott Foley, Omar Epps, Robert Forster, James Brolin, Skeet Ulrich, Mandy Moore ou encore Corey Feldman. Le tournage débute en mars 2003 et a lieu au lycée de Torrance, déjà utilisé dans les séries télévisées Beverly Hills 90210 et Buffy contre les vampires. Le lycée de Sunland-Tujunga est également utilisé, alors que certains plans d'effets spéciaux sont réalisés à Winnipeg au Canada.
Le tournage est cependant stoppé en cours de route, notamment pour des problèmes de script, alors qu'environ 90% avait été tourné. À la demande de Bob Weinstein, le film est totalement réécrit et re-tourné avec d'autres comédiens car la plupart n'étaient plus disponibles ou non satisfaits des importants changements de scénario,.
Rick Baker se charge initialement du maquillage du loup-garou, mais son travail n'est pas conservé après les reshoots demandés par le studio. L'entreprise KNB EFX Group (en) se charge alors des effets pour les nouvelles scènes. Mais là encore, le résultat ne convient pas au studio qui demande que tout soit remplacé par des effets spéciaux numériques.
Après les reshoots, Bob Weinstein n'apprécie toujours pas la nouvelle fin et demande à Wes Craven de retourner une autre scène finale. Une autre session de reshoots a donc lieu.
Par ailleurs, en 2004, Dimension Films supervise un montage qui sera PG-13 plutôt que R - Restricted. Dans le New York Post en mars 2005, Wes Craven déclare à ce propos :

« Le contrat nous demandait de faire un film classé R. Nous l'avons fait. C'était un processus très difficile. Ensuite, il nous a été essentiellement retiré et réduit au PG-13 et ruiné. Ce fut deux ans de travail très difficiles et près de 100 jours de tournage de différentes versions. Puis à la toute fin, il a été découpé et le studio a pensé qu'il pourrait faire plus d'argent avec un film PG-13, et l'a saccagé. Nous écrivions pendant que nous tournions. Il n’était pas prêt à filmer. Nous avons réécrit, recasté [les acteurs] et eu deux reshoots majeurs. Ça a continué encore et encore. [...] J'ai pensé que c'était complètement irrespectueux, et ça a blessé [le studio] aussi, et c'était comme s'ils se tiraient eux-mêmes dans le pied avec un fusil de chasse. »

— Wes Craven, New York Post (27 mars 2005)
Plusieurs acteurs se plaindront eux aussi de ce tournage interminable, notamment Jesse Eisenberg qui explique que les seconds reshoots ont duré 20 jours, soit plus que le total de jours de tournage d'un film indépendant.

## Bande originale
La musique du film est composée par Marco Beltrami, fidèle collaborateur de Wes Craven. Un album de chansons pop rock est également commercialisé.
| Liste des titres | Liste des titres                                                     | Liste des titres       | Liste des titres | Liste des titres | Liste des titres | Liste des titres | Liste des titres | Liste des titres | Liste des titres |
| No               | Titre                                                                | Interprètes            | Durée            |                  |                  |                  |                  |                  |                  |
| ---------------- | -------------------------------------------------------------------- | ---------------------- | ---------------- | ---------------- | ---------------- | ---------------- | ---------------- | ---------------- | ---------------- |
| 1.               | Li'l Red Riding Hood                                                 | Bowling for Soup       | 2:30             |                  |                  |                  |                  |                  |                  |
| 2.               | Better Now                                                           | Collective Soul        | 3:10             |                  |                  |                  |                  |                  |                  |
| 3.               | Are You Ready                                                        | Three Days Grace       | 2:46             |                  |                  |                  |                  |                  |                  |
| 4.               | You'll Never Catch Me                                                | Steve Harwell          | 3:20             |                  |                  |                  |                  |                  |                  |
| 5.               | Stadium Parking Lot                                                  | Apollo 440             | 3:51             |                  |                  |                  |                  |                  |                  |
| 6.               | Fine Without You (Carmen Rizzo (en) / Jed Smith Indian Summer Remix) | Alkaline Trio          | 4:52             |                  |                  |                  |                  |                  |                  |
| 7.               | Spirits (featuring Saffron)                                          | Junkie XL              | 4:40             |                  |                  |                  |                  |                  |                  |
| 8.               | This Is a Forgery                                                    | Dashboard Confessional | 3:37             |                  |                  |                  |                  |                  |                  |
| 9.               | Still Need Your Love                                                 | Reno                   | 3:26             |                  |                  |                  |                  |                  |                  |
| 10.              | If You Don't Jump (You Are English)                                  | GusGus                 | 4:59             |                  |                  |                  |                  |                  |                  |
| 11.              | Bound Too Long (Hyper Remix)                                         | The Crystal Method     | 4:59             |                  |                  |                  |                  |                  |                  |
| 12.              | Freaks Come Out at Night (Carmen Rizzo "Nocturnal" Remix)            | Whodini                | 4:29             |                  |                  |                  |                  |                  |                  |
| 13.              | Sick                                                                 | Seven Wiser            | 3:06             |                  |                  |                  |                  |                  |                  |
| 14.              | Let Me Out                                                           | MBD                    | 3:42             |                  |                  |                  |                  |                  |                  |
| 15.              | On the Edge of the World                                             | Balligomingo (en)      | 3:23             |                  |                  |                  |                  |                  |                  |
| 16.              | Cursed Suite                                                         | Marco Beltrami         | 5:35             |                  |                  |                  |                  |                  |                  |
| 17.              | After All (featuring Jaël Malli)                                     | Delerium               | 4:51             |                  |                  |                  |                  |                  |                  |
| 18.              | Silent Engagement                                                    | Q South                | 3:28             |                  |                  |                  |                  |                  |                  |
| 70:44            |                                                                      |                        |                  |                  |                  |                  |                  |                  |                  |

## Accueil

### Critique
Le film reçoit des critiques plutôt négatives. Sur l'agrégateur américain Rotten Tomatoes, il récolte que 16% d'opinions favorables pour 97 critiques et une note moyenne de 3,70⁄10 ; le consensus du site est « Une intrigue prévisible et des effets spéciaux ringards font de Cursed une expérience moins qu'effrayante ». Sur Metacritic, il obtient une note moyenne de 31⁄100 pour 21 critiques.
En France, le film obtient une note moyenne de 2,2⁄5 sur le site AlloCiné, qui recense 9 titres de presse.

### Box-office
Le film est un échec au box-office avec moins de 30 millions de dollars récoltés dans le monde, pour un budget de production initial de 38 millions. Le budget serait en réalité bien supérieur, en raison des reshoots et changements de script demandés par le studio, et serait plus proche de 75 millions de dollars.
| Pays ou région    | Box-office     | Date d'arrêt du box-office | Nombre de semaines |
| ----------------- | -------------- | -------------------------- | ------------------ |
| États-Unis Canada | 19 297 522 $   | 12 mai 2005                | 11                 |
| France            | 26 361 entrées | -                          | -                  |
| Total mondial     | 29 621 722 $   | -                          | -                  |